# حزب شهروندان اسپانیا
حزب شهروندان اسپانیا (اسپانیایی: Ciudadanos‎) یک حزب سیاسی لیبرال در اسپانیا است که مرام سیاسی خود را چپ میانه و پساملی‌گرا عنوان می‌کند. در خط مشی فکری و سیاسی این حزب، ترکیبی از مواضع سوسیال دموکراسی و لیبرالیسم اجتماعی به چشم می‌خورد.